# Ashtabula
Ashtabula  (лат.) — род аранеоморфных пауков из подсемейства Dendryphantinae в семействе пауков-скакунов (Salticidae). Виды этого рода распространены в Центральной и Южной Америке.

## Виды
- Ashtabula bicristata (Simon, 1901) — Венесуэла
- Ashtabula cuprea Mello-Leitão, 1946 — Уругвай
- Ashtabula dentata F. O. P-Cambridge, 1901 — от Гватемалы до Панамы
- Ashtabula dentichelis Simon, 1901 — Венесуэла
- Ashtabula furcillata Crane, 1949 — Венесуэла
- Ashtabula glauca Simon, 1901 — Мексика
- Ashtabula montana Chickering, 1946 — Панама
- Ashtabula sexguttata Simon, 1901 — Бразилия
- Ashtabula zonura Peckham & Peckham, 1894 — Колумбия typus